# Cầu phao

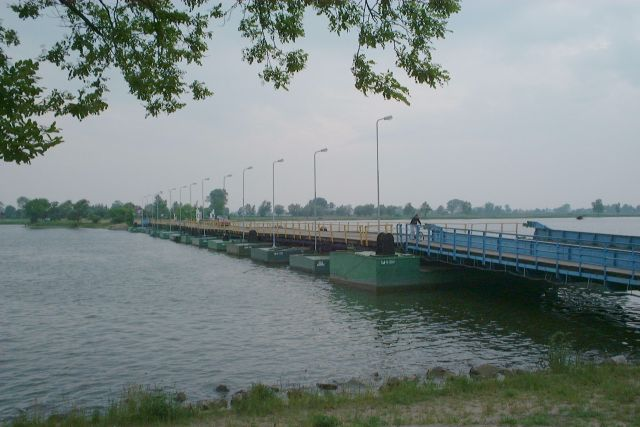
Cầu phao Gdańsk-Sobieszewo ở Martwa Wisla (Ba Lan)

Cầu phao là loại cầu dùng sức nổi của các phao ghép nối với nhau tạo thành kết cấu có sức nổi dự trữ đủ khả năng chịu được tải trọng qua cầu.

## Phân loại
- Cầu phao có chân nổi rời rạc
- Cầu phao có dạng băng
- Cầu phao có đệm khí

## Điều kiện sử dụng
- Sử dụng cầu phao ở những nơi không thể xây dựng được cầu vĩnh cửu, hoặc xây rất tốn kém
- Yêu cầu về thời gian khẩn cấp, mang tính chất dã chiến
- Sử dụng trong thời chiến khi các cầu vĩnh cửu bị phá hủy hoàn toàn
- Sử dụng trong thời bình lúc thiên tai lụt lội.

## Cầu phao của một số nước
- Nga, (Liên Xô) có bộ cầu phao PMP
- Mỹ có bộ cầu phao dạng băng RBS
- Pháp có bộ cầu phao PFM
- Việt Nam có bộ cầu phao:
  - Cầu phao Ninh Cường ở Nam Định
  - Cầu phao sông Đuống ở Hà Nội
  - Cầu phao sông Hồng ở Hà Nội
  - Cầu phao Triệu Độ ở xã Triệu Độ, huyện Triệu Phong, tỉnh Quảng Trị